# Wyrobisko naziemne

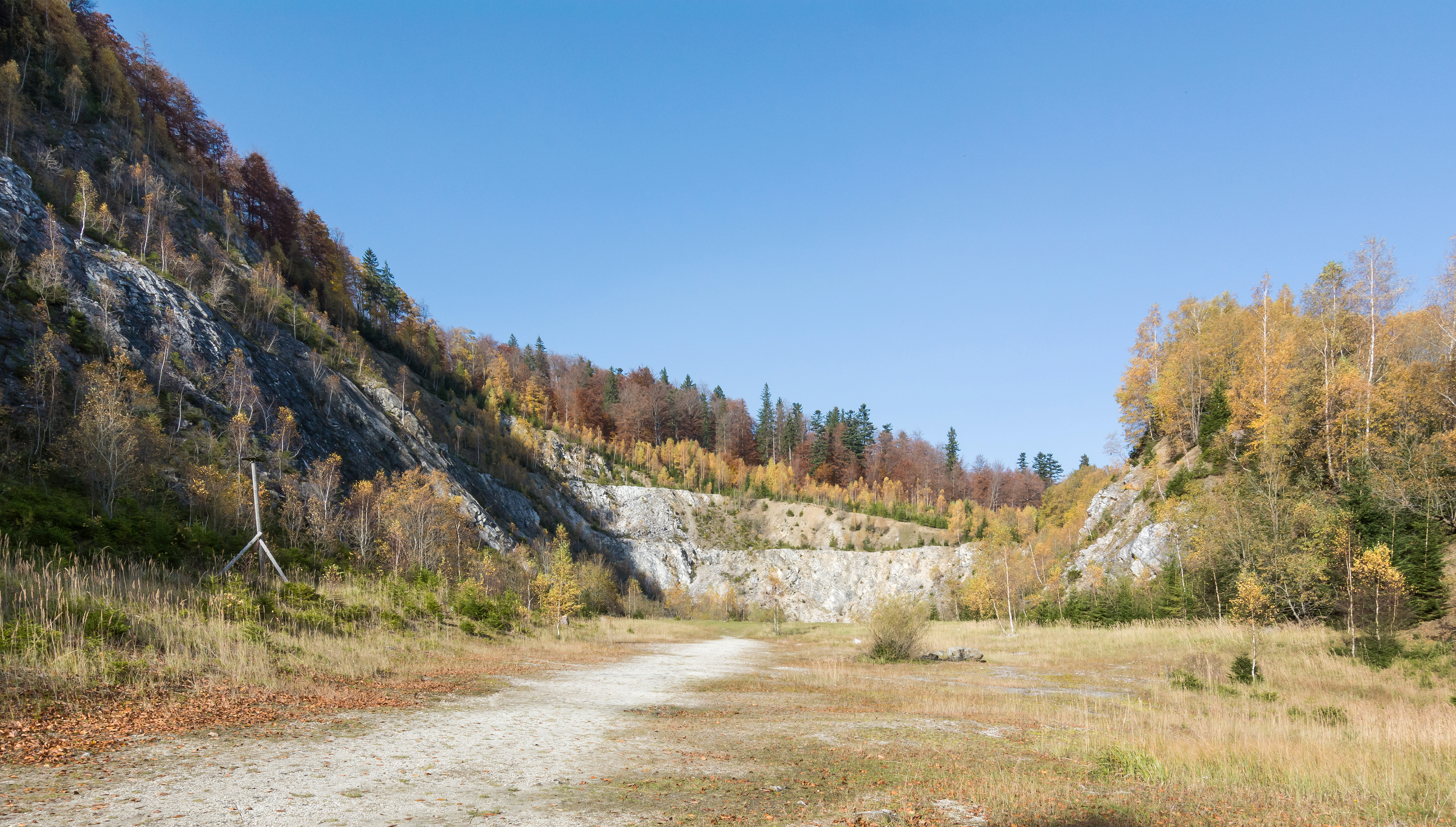
Wyrobisko kamieniołomu Kletno I w Kletnie

Wyrobisko naziemne - przestrzeń w nieruchomości gruntowej powstała w wyniku robót górniczych. Potocznie wyróżnia się wyrobisko kamieniołomu, kopalni odkrywkowej, żwirowni, piaskowni, szybik, rów itp.